# Nashville (Indiana)
Nashville is een plaats (town) in de Amerikaanse staat Indiana, en valt bestuurlijk gezien onder Brown County.
In de nabijheid van Nashville ligt het Brown County State Park.

## Demografie
Bij de volkstelling in 2000 werd het aantal inwoners vastgesteld op 825.
In 2006 is het aantal inwoners door het United States Census Bureau geschat op 796, een daling van 29 (-3,5%).

## Geografie
Volgens het United States Census Bureau beslaat de plaats een oppervlakte van
2,5 km², geheel bestaande uit land. Nashville ligt op ongeveer 183 m boven zeeniveau.

## Plaatsen in de nabije omgeving
De onderstaande figuur toont nabijgelegen plaatsen in een straal van 28 km rond Nashville.